# Palazzo Manenti
Palazzo Manenti, conosciuto anche come Palazzo Panciroli Trivelli, è un edificio storico di Reggio Emilia, situato alla congiunzione tra Corso Garibaldi e Via Farini.
Il palazzo fu costruito nel 1431, sul sedime di alcuni edifici tardo trecenteschi, dai Panciroli, una famiglia di mercanti che diventerà in seguito una delle più illustri della città. Il restauro del 1544, voluto da Alberto Panciroli, contribuì a dare al palazzo le sue forme rinascimentali. Qui nacque nel 1523 Guido Panciroli, figlio di Alberto, che divenne un importante storico e giurista.
 
Nel XVIII secolo il palazzo fu venduto alla famiglia Trivelli, facoltosi mercanti di seta di origine svizzera. In quegli anni le sue stanze ospitarono diversi personaggi illustri: Napoleone Bonaparte vi soggiornò in tre occasioni, la prima nel 1797 in occasione dell'istituzione del tricolore della Repubblica Cisalpina, e successivamente nel 1805; il viceré Eugenio di Beauharnais vi passò nel 1808 mentre il re di Napoli Gioacchino Murat fu ospitato per più di un mese nel 1814.

Nel 1881 il palazzo divenne proprietà del conte Luigi Monzani e nel 1931 passò alla famiglia Manenti, attuale proprietaria e da cui prende il nome con cui è conosciuto. 
Tra gli elementi più notevoli del palazzo vi sono gli affreschi del cortile. Le figure delle Beatitudini, commissionate dal canonico Ottavio Panciroli, risalgono al 1610. In origine dovevano essere otto ma quattro sono andate perdute durante successivi lavori di ampliamento. Agli inizi del XIX secolo risale invece l'affresco trompe-l'œil, raffigurante atri e loggiati, opera dello scenografo Vincenzo Carnevali.